# Heiko Maas

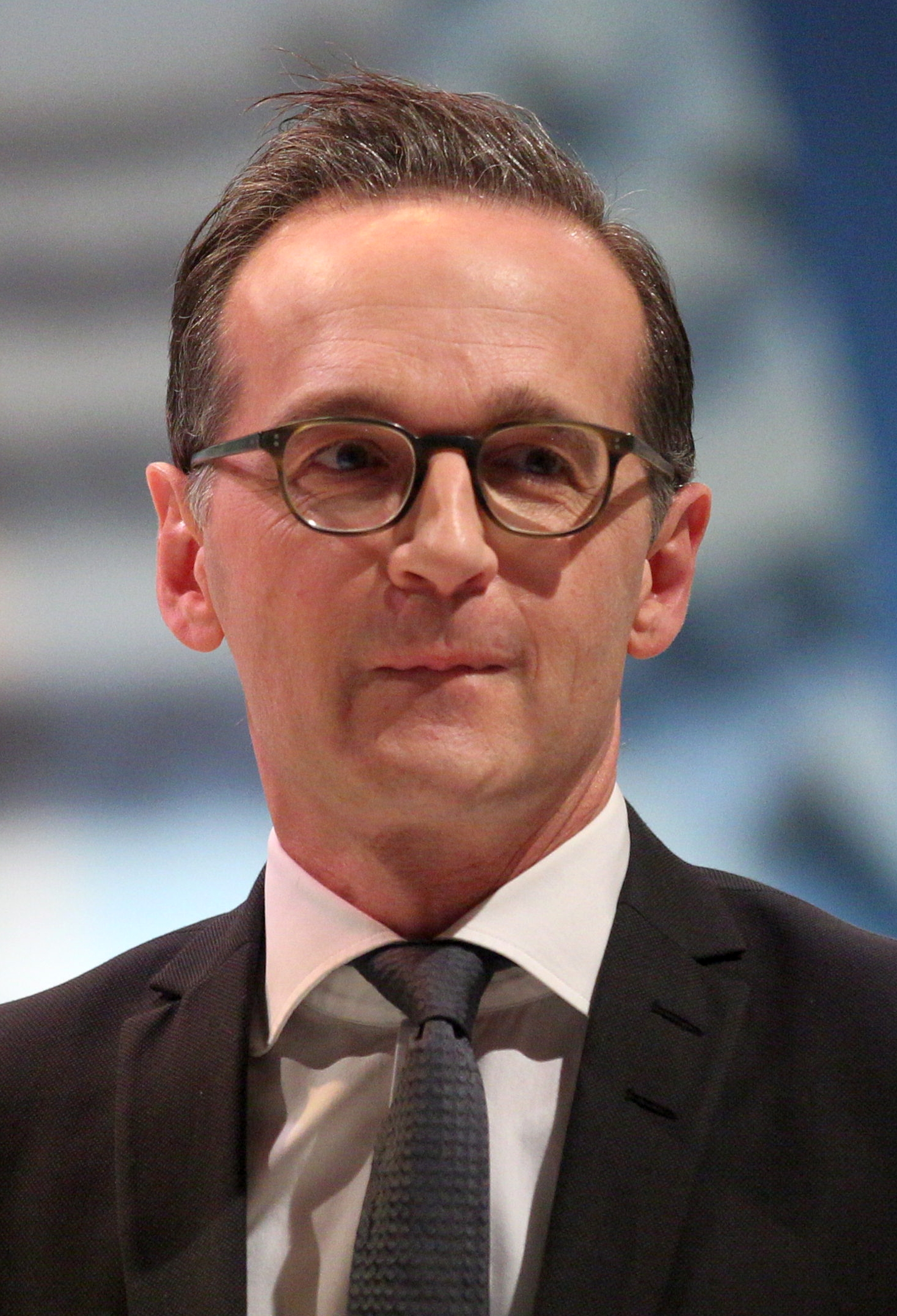
Heiko Maas, 2017.

Heiko Josef Maas, född 19 september 1966 i Saarlouis i dåvarande Västtyskland, är en tysk socialdemokratisk politiker som tillhör partiet SPD. 14 mars 2018–8 december 2021 var han Tysklands utrikesminister i Angela Merkels fjärde regering, efter att från 2013 till 2018 varit justitie- och konsumentskyddsminister i Merkels tredje regering. 
Maas var 2012–2013 delstatsminister för näringsliv, arbetsmarknad, trafik och energi samt vice ministerpresident i förbundslandet Saarland. Sedan år 2000 är han även ordförande för SPD i Saarland och var i denna roll fram till 2012 oppositionsledare.
Till yrket är Maas jurist och har en juristexamen från Saarlands universitet. Han har två barn från ett tidigare äktenskap och lever sedan 2016 i ett förhållande med skådespelaren Natalia Wörner.
Maas var ledamot av Förbundsdagen från den 27 oktober 2017. Han lämnade Förbundsdagen och politiken den 31 december 2022 för att bli partner i advokatbyrån GSK Stockmann.